# Spalding Gray
Spalding Rockwell Gray (Providence (Rhode Island), 5 juni 1941 – New York, 11 januari 2004) was een Amerikaans acteur en schrijver. Hij dankt zijn bekendheid vooral aan de autobiografische theatermonologen die hij tijdens de jaren tachtig en negentig schreef en speelde. Omstreeks 1980 trad hij verscheidene malen op in België en Nederland. Zo was hij onder meer aan het werk te zien in het Mickery Theater in Amsterdam, in het Centrum voor Experimenteel Theater (Antwerpen) en in het kader van het Brusselse Kaaitheaterfestival.
Gray verwierf naambekendheid met zijn monoloog Swimming to Cambodia, waarvan in 1987 een filmversie werd gemaakt door Jonathan Demme. Andere op film vastgelegde onemanshows van Gray zijn onder andere Monster in a Box, geregisseerd door Nick Broomsfield, en Gray's Anatomy, geregisseerd door Steven Soderbergh.
In 2004 pleegde Gray zelfmoord in New York. Soderbergh maakte in 2010 een documentaire over Grays leven onder de titel And Everything Is Going Fine.

## Biografie

### Jeugd
Gray was de middelste van drie zonen en bracht verscheidene keren de zomer door in het huis van zijn grootmoeder in Newport. Hij groeide op binnen de geloofsbeweging Christian Science.
Nadat hij was afgestudeerd aan de Fryeburg Academy in Fryeburg, schreef hij zich in aan Emerson College in Boston, met poëzie als hoofdvak. In 1963 behaalde hij zijn titel Bachelor of Arts.
In 1965 verhuisde Gray naar San Francisco, waar hij poëzie doceerde aan het Esalen Institute. In 1967 pleegde zijn moeder, 52 jaar oud, zelfmoord, terwijl hij op vakantie was in Mexico-Stad. Na haar overlijden verliet hij de westkust voorgoed en vestigde hij zich in New York. Zijn boeken Impossible Vacation en Death to the Age 14 zijn grotendeels gebaseerd op zijn vroege jeugd en puberteit.

### Carrière
Gray begon zijn theatercarrière eind jaren zestig in New York. In 1970 werd hij lid van Richard Schechners experimenteel gezelschap The Performance Group. Vanaf 1975 was hij samen met een aantal medeacteurs van The Performance Group, onder wie Willem Dafoe en Elizabeth LeCompte, medeoprichter van het theatergezelschap The Wooster Group. Hij werd omstreeks 1980 minder actief bij het gezelschap om zich toe te spitsen op zijn solocarrière. (In die tijd was hij ook te zien in drie pornofilms, met alleen in Farmer's Daughters een belangrijke rol.)
Gray kreeg voor het eerst naambekendheid in de Verenigde Staten met zijn monoloog Swimming to Cambodia, geschreven in 1985 en in 1987 bewerkt voor film. Dit werk was gedeeltelijk gebaseerd op zijn ervaringen bij de in Thailand opgenomen film The Killing Fields uit 1984, waarin hij een kleine rol vertolkte. Voor deze monoloog kreeg hij een Guggenheim Fellowship en de National Book Award. Gray bleef monologen schrijven en opvoeren tot aan zijn dood. Tot en met het jaar 1993 verwerkte hij in zijn monologen ook vaak de relatie met zijn toenmalige echtgenote en medewerkster Renée Shafransky.
Het succes dat zijn monologen te beurt viel, leverde hem verscheidene bijrollen in films op, en ook speelde hij in 1988 de hoofdrol in een nieuwe uitvoering van Our Town, een toneelstuk van Thornton Wilder, bij het Lincoln Center Theater.
In 1992 publiceerde Gray zijn enige roman, Impossible Vacation. Het boek is sterk gebaseerd op zijn eigen levenservaringen, waaronder zijn opvoeding in de leer van de Christian Science, zijn White Anglo-Saxon Protestant achtergrond en zijn moeders zelfmoord. De monoloog Monster in a Box behandelt zijn ervaringen tijdens het schrijven van de roman.

### Gezondheidsproblemen en overlijden
In juni 2001 liep Gray zware verwondingen op bij een auto-ongeluk tijdens zijn vakantie in Ierland. Gray, die reeds vocht met bipolaire neigingen, brak een heup, wat zijn rechterbeen haast volledig verlamde, en liep ook een schedelfractuur op waar hij naast een kartelig litteken op zijn voorhoofd ook hersenschade en een depressie aan overhield. Tijdens een operatie waarbij een metalen plaat over de schedelbreuk geplaatst werd, verwijderden de chirurgen talloze botfragmenten uit zijn frontale hersenkwab. Gray experimenteerde maandenlang met verschillende behandelingen in de hoop zijn fysieke beperkingen en depressie te verhelpen.
Zo zocht hij onder andere hulp bij de Britse neuroloog Oliver Sacks, bij wie Gray in behandeling was vanaf augustus 2003 tot aan zijn dood. In een artikel, geschreven door Gaby Wood en gepubliceerd exact één jaar na Grays verdwijning, meent Sacks dat zichzelf van het leven beroven voor Gray deel uitmaakte van het verhaal dat hij te vertellen had: "On several occasions he talked about what he called 'a creative suicide.' On one occasion, when he was being interviewed, he thought that the interview might be culminated with a 'dramatic and creative suicide'." Sacks voegde toe: "I was at pains to say that he would be much more creative alive than dead."
Gray werd voor het laatst geïnterviewd op 9 januari 2004. Het gespreksonderwerp was Ron Vawter, een overleden vriend en collega die Gray had leren kennen tijdens de winter van 1972-73. Gray en Vawter hadden gedurende de jaren 70 nauw samengewerkt, eerst bij Schechners The Performance Group, en later als kernleden van The Wooster Group. Een geredigeerde transcriptie van "Spalding Gray's Last Interview" werd gepubliceerd door "New England Theatre Journal".
Op 11 januari 2004 werd Gray vermist verklaard. De avond voor zijn verdwijning had hij Big Fish gezien, een film van Tim Burton die eindigt met de woorden "A man tells a story over and over so many times he becomes the story. In that way, he is immortal". Grays weduwe, Kathie Russo, zei: "You know, Spalding cried after he saw that movie. I just think it gave him permission. I think it gave him permission to die."
Toen Gray verdween verscheen er een opsporingsbericht in America's Most Wanted, een televisieprogramma van Fox Network.
Op 7 maart, 2004, verklaarde de Office of Chief Medical Examiner of the City of New York dat Grays lichaam gevonden was door twee mannen in de East River. Een van de mannen gaf in een interview meer details over de toevallige ontdekking. Aangezien Gray reeds een zelfmoordpoging ondernomen had in 2002, en zijn moeder zelfmoord pleegde in 1967, vermoedt men dat Grays doodsoorzaak ook zelfmoord was, waarschijnlijk door van de Staten Island Ferry in het water te springen. Gray was in die periode aan een nieuwe monoloog aan het werken, en het onderwerp van die voorstelling - zijn auto-ongeluk in Ierland en de daaropvolgende pogingen tot herstel van zijn verwondingen - zou mogelijk een fatale depressieve bui opgewekt hebben.
Gray werd begraven in Oakland Cemetery in Sag Harbor, New York. Hij liet een vrouw, Kathie Russo, stiefdochter Marissa, en twee zonen, Forrest Dylan Gray en Theo Spalding Gray, achter.

## Postuum verschenen werk
In 2005 verscheen Grays laatste, onafgewerkte monoloog in een hardcover-editie getiteld Life Interrupted: The Unfinished Monologue. De monoloog, die Gray reeds had gespeeld als try-out tijdens een van zijn laatste publieke verschijningen, werd aangevuld door twee kleinere teksten die hij toen ook bracht; een kort, op herinneringen gebaseerd tekstje getiteld The Anniversary en een open brief aan New York geschreven in de nasleep van de aanslagen op 11 september 2001. Ook bevat het boek een uitgebreide verzameling herinneringen een eerbetuigingen aan Gray geschreven door collega-performers en vrienden.
In 2007 werd op basis van zijn dagboeken het theaterstuk Spalding Gray: Stories Left to Tell gemaakt door het Minetta Lane Theatre in New York.
In januari 2010 werd Steven Soderberghs documentaire, And Everything Is Going Fine, uitgebracht op het Slamdance Film Festival in Utah. De film werd samengesteld uit film- en videofragmenten uit Grays leven en carrière. Grays weduwe zei dat Soderbergh "wanted Spalding to tell the story, as if it was his last monologue, and I think he accomplished that".

## Filmografie

### Geschreven en gespeeld door Spalding Gray
- Swimming to Cambodia (1987)
- Spalding Gray: Terrors of Pleasure (1988)
- Monster in a Box (1991)

- Gray's Anatomy (1996)
- And Everything Is Going Fine (2010) (samengesteld uit archiefmateriaal)

- Naast deze vijf in de bioscoop uitgebrachte films bestaan er ook video-opnames uit 1982 van Sex and Death at the Age of 14 en A Personal History of the American Theater. Beide respectievelijk te vinden op de Criterion Collection-dvd's van And Everything Is Going Fine en Gray's Anatomy.

### Als acteur
- Cowards (1970)[12] – kleine rol in een lowbudgetfilm die flopte en later werd aangepast en uitgebracht als pornofilm, Love-In '72 (1972)[13]
- Farmer's Daughters (1976) – pornofilm[14]
- Little Orphan Dusty (1976) – figurant (niet vermeld op de aftiteling)[15]
- Maraschino Cherry (1978) – kleine rol in pornofilm (niet vermeld op de aftiteling)[16]
- The Killing Fields (1984)
- Hard Choices (1985)
- The Communists Are Comfortable (1985)
- Almost You (1985)
- Seven Minutes in Heaven (1985)
- True Stories (1986)
- Beaches (1988)
- Stars and Bars (1988)
- Clara's Heart (1988)
- Heavy Petting (1989)
- The Image (1990)
- To Save a Child (1991)
- Straight Talk (1992)
- King of the Hill (1993)

- Zelda (1993)
- Twenty Bucks (1993)
- The Pickle (1993)
- The Paper (1994)
- Beyond Rangoon (1995)
- Bad Company (1995)
- Drunks (1995)
- Glory Daze (1996)
- Buckminster Fuller: Thinking Out Loud (1996)
- Diabolique (1996)
- Bliss (1997)
- Coming Soon (1999)
- The Best Man (2000)
- Revolution #9 (2001)
- Julie Johnson (2001)
- How High (2001)
- Kate and Leopold (2001)
- The Paper Mache Chase (2003)
- And Everything Is Going Fine (2010)

### Televisie
- Saturday Night Live (1 aflevering, 1977)
- Spenser: For Hire (1 aflevering, 1987)
- Trying Times (1 aflevering, 1987)

- The Nanny (9 afleveringen, 1997–1998)
- The Mike O'Malley Show (1 aflevering, 1999)
- Will and Grace (1 aflevering, 2000)